# محمد حاتمی
محمد حاتمی  (زادهٔ ۲۰ اسفند ۱۳۴٠) بازیگر سینما و تلویزیون مدرس بازیگری اهل ایران است.

## زندگی‌نامه
محمد حاتمی متولد ٢٠ اسفند ماه سال ۱۳۴۰ در تهران است. وی فارغ‌التحصیل کارگردانی و بازیگری از دانشکده هنرهای زیبای دانشگاه تهران است. او علاوه بر بازیگری در تئاتر، تلویزیون و سینما، مدیر برنامه‌ریزی  و همچنین کارگردانی تئاتر را نیز در کارنامه کاری خود دارد. شروع فعالیت بازیگری اش از کانون پرورش فکری و نوجوانان در سال 1355 است وی همچنین موسیقی را زیر نظر شیدا قره‌چه‌داغی و فرخ مظهری از سال ۱۳۵۰ تا سال ۱۳۵۴ فراگرفت. در سال ۵۷ بازی در نمایش‌های مختلف را تجربه کرده و کارگردانی نمایش‌های: مرثیه خواب ، آرام سایش ، پالت ، کنسرت نمایش ملت عشق ، فیلم مستند داستانی فرکانس ، فیلم مستند حجم سبز ،   شب آوازهایش را می‌خواند، علی کوچیکه، حضور در آئینه پریشان، خواب گردها، (من آلیس نیستم اما اینجا همه چیز عجیب است) بوده‌است، وی بعد از کار کردن در چند تئاتر در سال ۶۱ و ۶۲ و چند تئاتر تلویزیونی وارد عرصه بازیگری سریال‌ها شده‌است.

## آثار

### تئاتر

#### بازیگری
- موش و گربه  نوشته عبید زاکانی به کارگردانی حمید عبدالملکی، اجرا در کانون پرورش و فکری کودکان و شهرستان‌ها، ۱۳۵۷
- جنگ کور ، به کارگردانی حمید عبدالملکی، اجرا در مرکز تئاتر پارک لاله، دانشگاه صنعتی شریف، دانشگاه تهران و شهرستان‌ها، ۱۳۶۰
- تولدی دیگر، به کارگردانی علی گزرسز، اجرا در تالار مولوی، ۱۳۶۶
- من به باغ عرفان، به کارگردانی پری صابری، اجرا در تالار وحدت، ۱۳۶۷
- شهرزاد، به کارگردانی امیر دژاکام، آسیای میانه و تهران، تئاترشهر، سالن اصلی
- هفت شهر عشق، به کارگردانی پری صابری، اجرا درایوان عطار، مجموعه کاخ‌های سعد آباد، ۱۳۷۴
- رستم و سهراب، به کارگردانی پری صابری، اجرا درتالار وحدت، ۱۳۷۸
- شمس پرنده، به کارگردانی پری صابری، پاریس و تهران، تالار وحدت، ۱۳۸۰، ۱۳۸۲
- رند خلوت نشین، به کارگردانی پری صابری، تهران، تالار وحدت، ۱۳۸۱
- آنتیگونه، به کارگردانی پری صابری، پاریس، تهران، تالار وحدت، ۱۳۷۹، ۱۳۸۰
- نقل قول عاشقان، به کارگردانی سیاوش طهمورث، اجرا در تالار چهارسو، ۱۳۷۵
- در فراق فرهاد، به کارگردانی ناصح کامکاری، اجرا در تالار چهارسو، ۱۳۷۵، ۱۳۷۶
- زندگانی دوگانه، به کارگردانی شهره لرستانی، تهران، تئاترشهر، سالن قشقایی
- عاشق کشون، به کارگردانی سیاوش طهمورث، اجرا درسالن اصلی
- معرکه در معرکه، به کارگردانی سیاوش طهمورث، پاریس و اَوینیون، تهران، تئاترشهر، سالن چهارسو
- چرخه آتش، به کارگردانی سیاوش طهمورث، اجرا در سالن چهارسو
- شمس، به کارگردانی امیر دژاکام، تهران، تئاترشهر، سالن اصلی
- افشین و بودلف هر دو مرده‌اند، به کارگردانی قطب‌الدین صادقی، تهران، تئاترشهر، سالن اصلی، ۱۳۸۲
- ۲۳۴۲ روز بد، به کارگردانی بهروز غریب‌پور، پاریس، نروژ، تهران، تئاترشهر، سالن چهارسو، ۱۳۸۳
- ایکارو، به کارگردانی بهروز غریب‌پور، تهران، جشنواره تئاتر فجر، ۱۳۸۳
- کارناوال با لباس خانه، به کارگردانی چیستا یثربی؛ ۱۳۸۷
- آنتیگونه، (پری صابری) تهران، تالار وحدت، رم
- رند خلوت نشین، (پری صابری) تهران، تالار وحدت
- سیاوش (پری صابری)، تهران، تالار اصلی
- رویاهای رام نشده، (سیاوش طهمورث) تهران، تالار سنگلج
- ۲۳۴۲ روز بد، (بهروز غریب پور) تهران، سالن چهارسو، پاریس، نروژ
- ایکارو، (بهروز غریب پور) تهران، سالن چهارسو
- مرغ دریایی، (بهروز غریب پور) تهران، سالن چهارسو
- شمس پرنده، (پری صابری) تهران، کاخ سعدآباد (ایوان عطار)، مرداد و شهریور ۱۳۹۵
- آهسته با گل سرخ، (هادی مرزبان) تهران،   تماشاخانه سنگلج،آبان و آذر ۱۳۹۷

#### کارگردانی
- پالت تهران، تماشاخانه ایرانشهر - سالن استاد ناظرزاده کرمانی، ۱۳۹۶
- سه‌گانه اورنگ تهران، مجموعه تئاتر پایتخت، ۱۳۹۵ (طراح و کارگردان)
- آرامسایش تهران، تالار شمس (اقدسیه)، ۱۳۹۳
- شب آوازهایش را می‌خواند تهران، کافه تریای سالن اصلی، ۱۳۸۲
- علی کوچیکه تهران، تئاترشهر، سالن تجربه، ۱۳۸۳
- حضور در آینه پریشان اجرا در خورشید، ۱۳۸۲
- خوابگردها تهران، تئاترشهر، کارگاه نمایش، ۱۳۸۳
- لیرشاه ۱۳۸۱
- تولدی دیگر تهران، سالن استاد سمندریان
- مرثیه خواب تهران، سالن چهارسو، منطقه آزاد کیش
- پروانه‌های آسیایی تهران، سالن قشقایی
- خواب گردها تهران، کارگاه نمایش
- مقام عاشقی سوریه، اصفهان، منطقه آزاد کیش
- پرواز از ایکا سالن ایرانشهر (ناظرزاده کرمانی)
- اجرای دیگری سالن حافظ
- قفس سالن حافظ سال 1401
- شبیخون سالن تیاتر شهر (قشقایی)سال 1402
- نمایش زار جشنواره بلاویژیا بلاروس دریافت جایزه
- کنسرت تیاتر ملت عشق(برج میلاد)
- کنسرت تیاتر هفت شهر عشق(هتل اسپیناس)

نمایشنامه خوانی تیغ کهنه تهران، باغ موزه قصر، ۱۳۹۳ (اجرا در یک روز)

### سینما
- کلنل، به کارگردانی نورالدین نیک‌روش  «١٣۶٩»
- افسانه آه به کارگردانی تهیمنه میلانی «١٣۶٩»
- آژانس شیشه‌ای، به کارگردانی ابراهیم حاتمی کیا  «١٣٧۶»
- زمانه، به کارگردانی حمیدرضا صلاحمند  «١٣٨٠»
- این زن حرف نمی‌زند، به کارگردانی احمد امینی «١٣٨١»
- نگاه ، به کارگردانی سپیده فارسی  «١٣٨٣»
- گلوگاه شیطان، به کارگردانی حمید بهمنی «١٣٨٩»
- کسوف، به کارگردانی حجت قاسم‌زاده اصل «١٣٩٠»
- آواز مردمان خوب، به کارگردانی صادق پروین آشتیانی  «١٣٩٠»
- عشق در کوچه بن‌بست، به کارگردانی فرزاد مؤتمن  «١٣٩٠»
- بادیگارد، به کارگردانی ابراهیم حاتمی کیا  «١٣٩۴»
- شبکه به کارگردانی ایرج قادری (بازیگردان)
- خورشید به کارگردانی شهریار بحرانی (بازیگردانی)
- فیلم مستند داستانی حجم قیرین (تهیه کننده و کارگردان)
- فیلم مستند داستانی هزار توی صدا (تهیه کننده و کارگردان)
- مستند زندگی مشاهیر (هفت فیلم کوتاه ده دقیقه ای ) تهیه کننده و کارگردان

### تلویزیون

#### مجموعه‌های تلویزیونی
- پهلوانان نمی‌میرند، به کارگردانی حسن فتحی، شبکه۲
- تصویر یک رؤیا، به کارگردانی احمد امینی، شبکه ۳
- بیگانه‌ای میان ما، به کارگردانی احمد امینی، شبکه ۲
- سقوط، به کارگردانی سعید اکبریان، شبکه ۱
- همسایه ها، به کارگردانی حسن فتحی، شبکه ۲ سال ۷۲
- فاصله، به کارگردانی مجتبی یاسینی، شبکه ۲
- حلقه سبز، به کارگردانی ابراهیم حاتمی‌کیا، ۱۳۸۶–۱۳۸۵ شبکه۳
- ترانه مادری، به کارگردانی حسین سهیلی زاده شبکه ۳
- دلنوازان، به کارگردانی حسین سهیلی زاده شبکه ۳
- ارثیه پدری، به کارگردانی میلاد بنایی و مهدی نقویان شبکه آیو
- یاور، به کارگردانی سعید سلطانی و اصغر نعیمی شبکه ٣
- مجموعه تلویزیونی حلقه سبز(بازیگرو بازیگردان)
- سریال شب دیجور به کارگردانی محمود معظمی(بازیگردان)
- سریال رعد به کارگردانی اصغر نعیمی (بازیگر)
- سریال هاتف به کارگردانی داریوش یاری (بازیگر

#### تله فیلم
- هفتاد و سومین تن به کارگردانی علی مؤذنی، ۱۳۸۲
- با من حرف بزن، به کارگردانی کاظم معصومی؛ ۱۳۸۶
- سرگرد، به کارگردانی کاظم معصومی؛ ۱۳۷۸
- این‌جا بودن، به کارگردانی امیر حسنی؛ ۱۳۸۷
- مرتضی، به کارگردانی محمد حمزه ای؛ ۱۳۹۸
- زخم کاری، به کارگردانی محمد حمزه ای؛ ۱۳۹۹
- بازی هفتم به کارگردانی محمد حمزه ای

## سایر فعالیت‌های هنری
- گذراندن دوره پانتومیم زیر نظر «آدام داریوس» ۱۳۶۵
- تدریس پانتومیم در چند آموزشگاه بازیگری از ۱۳۸۰ تا ۱۳۸۲
- همکاری با گروه تئاتر «آینه» به مدت ۱۵ سال به سرپرستی پری صابری
- همکاری با گروه تئاتر «آیرین» به مدت ۳ سال به سرپرستی بهروز غریب‌پور
- تدریس در مؤسسه آزاد سینمایی اردیبهشت اصفهان
- تدریس در مؤسسه آزاد سینمایی ایران
- بازیگردانی سریال‌ها و فیلم‌های سینمایی بسیاری از جمله، ترانه مادری، دلنوازان، گلوگاه شیطان، شبکه (ایرج قادری).

محمد حاتمی: سال ۹۱، خیلی سخت بود/ یادگرفتم مشکلات خودم را بزرگ‌تر از دیگران نبینم]
- محمد حاتمی«آرام سایش» را به صحنه می‌برد
- «محمد حاتمی» به جمع بازیگران «خانه بی پرنده» پیوست
- حاتمی «سه‌گانه اورنگ» را به شهرستان می‌برد
- محمد حاتمی در سوره سینما
- محمد حاتمی بازیگر سینما و تلویزیون گفت: فیلم تلویزیونی «زیر یک سقف» که مضمونی اجتماعی دارد با حال و هوای نوروز متناسب است

## منبع
- محمد حاتمی: سال ۹۱، خیلی سخت بود/ یادگرفتم مشکلات خودم را بزرگ‌تر از دیگران نبینم
- محمد حاتمی«آرام سایش» را به صحنه می‌برد
- «محمد حاتمی» به جمع بازیگران «خانه بی پرنده» پیوست
- حاتمی «سه‌گانه اورنگ» را به شهرستان می‌برد
- محمد حاتمی در سوره سینما
- محمد حاتمی بازیگر سینما و تلویزیون گفت: فیلم تلویزیونی «زیر یک سقف» که مضمونی اجتماعی دارد با حال و هوای نوروز متناسب است